# Apucarana (gemeente)
Apucarana is een gemeente in de Braziliaanse staat Paraná. De gemeente is 558 km² groot en telde 131.571 inwoners in 2017.
De plaats is zetel van het rooms-katholieke bisdom Apucarana.

## Aangrenzende gemeenten
De gemeente grenst aan Arapongas, Califórnia, Cambira, Londrina, Mandaguari, Marilândia do Sul, Novo Itacolomi, Rio Bom en Sabáudia.

## Verkeer en vervoer
De plaats ligt aan de wegen BR-369, BR-376, BR-466, PR-170 en PR-340.

## Geboren
- Bruno Henrique Corsini (1989), voetballer